# Köppe
Köppe bzw. Koeppe ist ein Familienname. Zu Herkunft und Bedeutung siehe Kopp.

## Namensträger
- Adolf Köppe (1874–1956), deutscher Landwirt, Tierzüchter und Verbandsfunktionär
- August Köppe (1818–1888), deutscher  Jurist, Staatsminister und Mitglied des Reichstags des Norddeutschen Bundes
- Günter Köppe (* 1939), deutscher Sportpädagoge
- Hans Koeppe (1867–1939), deutscher Hämatologe und Pädiater
- Hans Köppe (Ökonom) (1861–1946), deutscher Nationalökonom
- Hans Koeppe (1867–1939), deutscher Kinderarzt und Hochschullehrer
- Hans Köppe (Politiker) (1900–1965), deutscher Politiker, NSDAP-Kreisleiter von Euskirchen
- Herbert Köppe (1904–1991), deutscher Maler
- Hugo Fischer-Köppe (1890–1937), deutscher Schauspieler
- Ingrid Köppe (* 1958), deutsche Bürgerrechtlerin und Politikerin (Neues Forum)
- Johann Carl Friedrich Köppe (1755–?), Arzt
- Kevin Köppe (* 1992), deutscher Schauspieler
- Leonhard Köppe (1884–1969), deutscher Augenarzt und Hochschullehrer
- Moritz Koeppe (1832–1879), deutscher Psychiater
- Richard P. Koeppe (* 1931), US-amerikanischer Pädagoge
- Rüdiger Köppe (1962–2024), deutscher Dozent und Verleger
- Sigrun Koeppe (* 1936), deutsche Filmregisseurin und Kamerafrau
- Tilmann Köppe (* 1977), deutscher Literaturwissenschaftler
- Waldemar Köppe (* 1952), deutscher Fußballspieler
- Walter Köppe (1891–1970), deutscher Funktionär (KPD/SED)
- Werner Köppe (1929–2015), deutscher Jurist, Präsident des Verwaltungsgerichts Augsburg
- Willi Köppe (* 1913), deutscher Fußballspieler
- Wolfgang Köppe (1926–2018), deutscher Künstler
- Wolfram Koeppe (* 1962), Kunsthistoriker